# The Ballad Style of Stan Kenton
| Recensione | Giudizio |
| ---------- | -------- |
| AllMusic   |          |

The Ballad Style of Stan Kenton è un album del bandleader statunitense di jazz Stan Kenton, pubblicato dalla casa discografica Capitol Records nel dicembre del 1958.

## Tracce

### LP
Lato A (ST1-1068)
1. Then I'll Be Tired of You – 3:03 (testo: E.Y. Harburg – musica: Arthur Schwartz) – Registrato il 16 giugno 1958
2. More Than You Know – 3:18 (testo: Billy Rose, Edward Eliscu – musica: Vincent Youmans) – Registrato il 19 maggio 1958
3. When Stars Looked Down – 3:36 (Dale Barnhart) – Registrato il 23 giugno 1958
4. The End of a Love Affair – 2:48 (Edward C. Redding) – Registrato il 16 giugno 1958
5. A Sunday Kind of Love – 3:27 (Barbara Belle, Louis Prima, Anita Leonard, Stan Rhodes) – Registrato il 23 giugno 1958
6. Moon Song – 3:03 (testo: Sam Coslow – musica: Arthur Johnston) – Registrato il 16 giugno 1958

Lato B (ST2-1068)
1. Early Autumn – 3:30 (musica: Ralph Burns) – Registrato il 19 maggio 1958
2. How Am I to Know? – 3:25 (testo: Dorothy Parker – musica: Jack King) – Registrato il 16 giugno 1958
3. The Things We Did Last Summer – 3:15 (testo: Sammy Cahn – musica: Jule Styne) – Registrato il 23 giugno 1958
4. We'll Be Together Again – 3:16 (testo: Frankie Laine – musica: Carl T. Fischer) – Registrato il 16 giugno 1958
5. How Deep Is the Ocean (How High Is the Sky) – 3:07 (Irving Berlin) – Registrato il 16 giugno 1958
6. The Night We Called It a Day – 2:38 (testo: Tom Adair – musica: Matt Dennis) – Registrato il 19 maggio 1958

- Durata brani (non accreditati sull'album originale), ricavati dall'album ristampato dalla Creative World Records (ST 1068)

## Musicisti
Then I'll Be Tired of You / The End of a Love Affair / Moon Song / How Am I to Know? / We'll Be Together Again / How Deep Is the Ocean
- Stan Kenton – pianoforte, direzione orchestra
- Lennie Niehaus – sassofono alto
- Richie Kamuca – sassofono tenore
- Bill Perkins – sassofono tenore
- Bill Robinson – sassofono baritono
- Steve Perlow – sassofono baritono
- Jules Chaiken – tromba
- Ed Leddy – tromba
- Don Fagerquist – tromba
- Phil Gilbert – tromba
- Kent Larsen – trombone
- Archie LeCoque – trombone
- Bob Fitzpatrick – trombone
- Jim Amlotte – trombone
- Kenny Shroyer – trombone
- Red Kelly – contrabbasso
- Jerry McKenzie – batteria

More Than You Know / Early Autumn / The Night We Called It a Day
- Stan Kenton – pianoforte, direzione orchestra
- Lennie Niehaus – sassofono alto
- Bill Perkins – sassofono tenore
- Richie Kamuca – sassofono tenore
- Bill Robinson – sassofono baritono
- Steve Perlow – sassofono baritono
- Jules Chaiken – tromba
- Billy Catalano – tromba
- Lee Katzman – tromba
- Phil Gilbert – tromba
- Kent Larsen – trombone
- Archie LeCoque – trombone
- Don Reed – trombone
- Jim Amlotte – trombone
- Kenny Shroyer – trombone
- Red Kelly – contrabbasso
- Mel Lewis – batteria

When Stars Looked Down / A Sunday Kind of Love / The Things We Did Last Summer
- Stan Kenton – pianoforte, direzione orchestra
- Lennie Niehaus – sassofono alto
- Med Flory – sassofono tenore
- Richie Kamuca – sassofono tenore
- Bill Robinson – sassofono baritono
- Steve Perlow – sassofono baritono
- Jules Chaiken – tromba
- Ed Leddy – tromba
- Lee Katzman – tromba
- Phil Gilbert – tromba
- Kent Larsen – trombone
- Archie LeCoque – trombone
- Bob Fitzpatrick – trombone
- Jim Amlotte – trombone
- Kenny Shroyer – trombone
- Red Kelly – contrabbasso
- Jerry McKenzie – batteria [3]

Note aggiuntive
- Lee Gillette – produttore
- Ken Whitmore – foto copertina album originale [4]